# Grand Prix de Wallonie 2006
La 47e édition du Grand Prix de Wallonie a eu lieu le 13 septembre 2006. Elle a été remportée par le Belge Philippe Gilbert.

## Classement final
Philippe Gilbert remporte la course en parcourant les 204,5 kilomètres en 4 h 57 min 53 s à la vitesse moyenne de 41,190 km/h.
| Classement final, | Classement final, | Classement final, | Classement final,                     | Classement final,  |
|                   | Coureur           | Pays              | Équipe                                | Temps              |
| ----------------- | ----------------- | ----------------- | ------------------------------------- | ------------------ |
| 1er               | Philippe Gilbert  | Belgique          | La Française des Jeux                 | en 4 h 57 min 53 s |
| 2e                | Nick Nuyens       | Belgique          | Quick Step-Innergetic                 | + 3 s              |
| 3e                | William Bonnet    | France            | Crédit agricole                       | + 5 s              |
| 4e                | Benoît Salmon     | France            | Agritubel                             | + 6 s              |
| 5e                | Wim Van Huffel    | Belgique          | Davitamon-Lotto                       | m.t                |
| 6e                | Roy Sentjens      | Belgique          | Rabobank                              | m.t                |
| 7e                | Jelle Vanendert   | Belgique          | Bodysol-Win For Life-Jong Vlaanderen  | m.t                |
| 8e                | Serge Pauwels     | Belgique          | Chocolade Jacques-Topsport Vlaanderen | m.t                |
| 9e                | Dominique Cornu   | Belgique          | Bodysol-Win For Life-Jong Vlaanderen  | + 11 s             |
| 10e               | Tom Boonen        | Belgique          | Quick Step-Innergetic                 | + 24 s             |
| modifier          |                   |                   |                                       |                    |